# Sokoły
Sokoły è un comune rurale polacco del distretto di Wysokie Mazowieckie, nel voivodato della Podlachia.
Ricopre una superficie di 155,57 km² e nel 2004 contava 5 983 abitanti.